# Live from Studio Rivbea: July 12, 1975
Live from Studio Rivbea: July 12, 1975 (Untertitel Rivbea Live! Series, Volume 1) ist ein Jazzalbum von Kalaparusha Maurice McIntyre. Die am 12. Juli 1975 entstandenen Aufnahmen erschienen am 27. Mai 2024 auf NoBusiness Records.

## Hintergrund
Der amerikanische Saxophonist Kalaparusha Maurice McIntyre (1936–2013) begann in den 1960er-Jahren mit Musikern wie Malachi Favors, Muhal Richard Abrams und Roscoe Mitchell zu spielen; gemeinsam mit ihnen wurde er 1965 Mitglied der AACM. Nach Verurteilung und Verbüßung einer Haftstrafe wegen Drogenmissbrauchs zog er in den 1970er-Jahren nach New York City, spielte ausgiebig in den Rivbea Studios von Sam Rivers. In diesem Loft entstand Mitte 1975 der Mitschnitt eines Konzerts, auf dem er Tenorsaxophon und Klarinette spielt, zusammen mit dem Trompeter Malachi Thompson, dem Bassisten Milton Suggs und dem Schlagzeuger Alvin Fielder in drei nicht näher betitelten Stücken.

## Titelliste
- Kalaparusha Maurice McIntyre: Live from Studio Rivbea: July 12, 1975 (NoBusiness Records NBCD 169)[1]

1. Unidentified Title I 13:58
2. Unidentified Title II 16:04
3. Unidentified Title III 12:36

## Rezeption
Allein anhand dieses Albums scheint es, dass Kalapararusha Maurice McIntyre und sein Quartett Mitte der 1970er-Jahre ebenso autoritative Klänge schufen wie jeder bekanntere sogenannte Free-Jazz- oder Freebop-Spieler. Das Problem sei nur, dass das Quartett zur falschen Zeit am falschen Ort die falsche Musik spielte, meinte Ken Waxman (JazzWord). Doch die drei unbetitelten Stücke hier zeigten, dass der Saxophonist mit dem Trompeter Malachi Thompson und dem Schlagzeuger Alvin Fielder Tradition und Transformation vereinten, um einen originellen Sound hervorzubringen. Teil der Originalität – und der Texturen, die den Rhythmus fokussiert hielten – sei der dicke, feste Puls des wenig bekannten Chicagoer E-Bassisten Milton Suggs gewesen. Nicht, dass dies eine Verbeugung vor dem Kommerz gewesen wäre, denn Suggs’ kurze konventionelle Soli seien von experimentierfreudigeren Klangwendungen der anderen drei umgeben. Unter anderen Umständen oder zu einer anderen Zeit hätte dieser Rivbea-Auftritt zu größeren Chancen oder Ruhm für McIntyre und Co. führen können. Dies sei leider nicht der Fall gewesen, aber nun könne man die Musik trotzdem genießen.
Von den Mitmusikern von McIntyre sei Malachi Thompson der einzige, der bedeutende Spuren hinterlassen hat, urteilte Jan Granlie (Salt Peanuts). Und den Grund dafür höre man in diesen drei Stücken. Denn hier würde vor allem die Kommunikation zwischen den beiden Bläsern dominieren und auch faszinieren. Suggs spiele auf dieser Aufnahme nur E-Bass, was zu einem anderen Klang geführt hätte, als wenn er den Kontrabass verwendet hätte. Er spiele die ganze Zeit über kontinuierlich und schön, und hinter Fielder halte er die ganze Zeit den „Kessel“ am Kochen. Der dritte Titel könnte von einigen der aufregendsten Musiker der AACM-Tradition stammen. Dies sei ein Stück, das ein einfaches, kleines Thema behandele, das sie „drehen und drehen“, und bei dem sich das Ganze in eine köstliche Richtung entwickle, und wenn der Sound nicht zeitgemäß gewesen wäre, könnte man meinen, dass dies von einigen der härtesten Musiker der Gegenwart dargeboten würde. Hier spiele McIntyre auch Klarinette, was er mit größter Überzeugung tue.
McIntyre würde stets kreativ spielen, mit einem leicht „rauen“ Ton, und er tolle beeindruckend in der Gesellschaft der Musiker herum, und mit einem Ton und einer Herangehensweise, die mehrere der Nachkommen von John Coltrane hätten, so Granlie. Und Thompsons Trompetenspiel sei brillant und kommunikativ; es helfe dabei, McIntyre und die anderen Musiker zu „drängen“, bei der Aufnahme Höchstleistungen zu erbringen.